# Mohammad ben Ali al-Khalanji
 (décembre 2019).
Mohammed ben ali al-Khalanji était un officier supérieur de l'armée toulounide qui s'est rebellé contre le califat abbasside après la chute des toulounides.

## Biographie
```
Mohammed fait ses débuts en tant qu'officier dans les derniers jours de la dynastie des toulounides puis il a été promu au poste d'un officier et fonctionnaire supérieur de l'état. Après l'invasion abbasside de l'
Égypte
 toulounide par le commandant 
Mohammed ibn Suleyman al-Katib
, il a été arrêté avec d'autres officiers toulounides et emmené en 
Irak
. Al-Khalanji a réussi à s'échapper et a rassemblé une armée de vestiges des Toulounides et a appelé à une rébellion pour l'investiture d'
Ibrahim ibn Khumarawaih
 en tant que sultan indépendant en Égypte. Il s'est nommé vice-roi.
```

Il réussit à contrôler Ramle en Palestine puis attaqua l’Égypte et le souverain abbasside Issa al-Nushari s’enfuit à Alexandrie. Les Abbassides ont alors envoyé une armée pour le confronter. Il a été vaincu, capturé et emmené à Bagdad, où il a été tué.

## Sources
- Bianquis, Thierry (1998). "Autonomous Egypt from Ibn Ṭūlūn to Kāfūr, 868–969". In Petry, Carl F. (ed.). Cambridge History of Egypt, Volume One: Islamic Egypt, 640–1517. Cambridge: Cambridge University Press. pp. 86–119.  (ISBN 0-521-47137-0).
- Mathieu Tillier (présenté, traduit et annoté par), Vies des cadis de Miṣr (257/851-366/976). Extrait du Rafʿ al-iṣr ʿan quḍāt Miṣr d’Ibn Ḥağar al-ʿAsqalānī, Institut Français d’Archéologie Orientale (Cahier des Annales Islamologiques, 24), Le Caire, 2002.  (ISBN 2-7247-0327-8)
- Janine et Dominique Sourdel, Dictionnaire historique de l'islam, PUF, 2004, Art. « Toulounides »  (ISBN 978-2-13-054536-1).